# آندریاس کروگ
آندریاس کروگ (انگلیسی: Andreas Krogh؛ ۹ ژوئیهٔ ۱۸۹۴ – ۲۶ آوریل ۱۹۶۴) اسکیت‌باز نمایشی اهل نروژ بود.